# Comte des Eaux
Le Comte des Eaux (en grec byzantin κόμης ὑδάτων / kómês hydátôn) est un fonctionnaire byzantin du Génikon chargé de la perception des taxes sur les aqueducs de Constantinople.
Ce fonctionnaire est mentionné dans le Kletorologion de Philothée (en 899), au quatrième rang (sur douze) des charges dépendant du logothète du génikon.